# Liste der denkmalgeschützten Objekte in Uttendorf (Salzburg)
Die Liste der denkmalgeschützten Objekte in Uttendorf enthält die 7 denkmalgeschützten, unbeweglichen Objekte der Gemeinde Uttendorf.

## Denkmäler
| Foto |                 | Denkmal                                                                    | Standort                                 | Beschreibung | Metadaten |
| ---- | --------------- | -------------------------------------------------------------------------- | ---------------------------------------- | --- | --- |
| ja   | Datei hochladen | Kath. Filialkirche hl. Margaretha HERIS-ID: 53235 Objekt-ID: 61046         | Schwarzenbach Standort KG: Schwarzenbach | Die Schwarzenbach-Kirche liegt auf der Schattseite des Tales und etwa 25 Gehminuten vom Ort entfernt. Die Errichtung dürfte im 15. Jahrhundert vom Kloster Millstatt erfolgt sein. In den Jahren 1685/86 wurde eine Renovierung der Kirche vorgenommen. 1736/37 wurde sie auch noch erweitert. | BDA-Hist.: Q38056251 Status: § 2a Stand der BDA-Liste: 2025-06-30 Name: Kath. Filialkirche hl. Margaretha GstNr.: 846 Saint Margaret Church (Uttendorf, Salzburg)              |
| ja   | Datei hochladen | Bauernhof, Reichensberggut HERIS-ID: 4770 Objekt-ID: 627                   | Sonnbergstraße 52 Standort KG: Uttendorf | Beim Gut Reichensberg (im Volksmund: Reichersberg) handelt es sich um ein stattliches Haus am Uttendorfer Sonnberg. Es gehörte einst zum Stift Millstatt in Kärnten. Das Haus macht einen schlossartigen Eindruck. Es handelt sich aber eher um ein landwirtschaftliches Gebäude in zwei gemauerten Stockwerken. Das Errichtungsjahr ist nicht eindeutig geklärt. Es wird aber um 1333 bereits von einem Chunrad Reichsperger geschrieben, der im Millstätter Steuerbuch aufscheint. Der Bauernhof wird mit so manchen „unerklärlichen“ Vorkommnissen in Verbindung gebracht. So soll es zweimal Kugelblitze gegeben haben, die über den Kamin herabfuhren, beim Ofentürl heraussprangen und im Keller verschwanden. | BDA-Hist.: Q38060816 Status: Bescheid Stand der BDA-Liste: 2025-06-30 Name: Bauernhof, Reichensberggut GstNr.: .148/1 Reichensberggut, Uttendorf                               |
| ja   | Datei hochladen | Pfarrhof HERIS-ID: 53278 Objekt-ID: 61147                                  | Schulstraße 8 Standort KG: Uttendorf     | Der Pfarrhof wurde 1719 als Vikarhaus erbaut und unter Vikar Martin Weißpacher 1729 erweitert, eigentlich ein halbes Haus angebaut. Zum Pfarrhof gehören zwei Gärten und ein kleines Feldstück – das Pestangerl. | BDA-Hist.: Q38056412 Status: § 2a Stand der BDA-Liste: 2025-06-30 Name: Pfarrhof GstNr.: .79 Pfarrhof Uttendorf, Salzburg                                                      |
| ja   | Datei hochladen | Befestigte Höhensiedlung Steinbühel HERIS-ID: 62919 Objekt-ID: 75513       | Steinbühel Standort KG: Uttendorf        | Anmerkung: | BDA-Hist.: Q14906400 Status: Bescheid Stand der BDA-Liste: 2025-06-30 Name: Befestigte Höhensiedlung Steinbühel GstNr.: 1042, 1043 Keltendorf, Uttendorf                       |
| ja   | Datei hochladen | Mesnerhaus, Schulhaus HERIS-ID: 36804 Objekt-ID: 35817                     | Schulstraße 12 Standort KG: Uttendorf    | 1842 wurde vom Kreisamt der Kirche Uttendorf die Erbauung eines neuen Schul- und Messnerhauses aufgetragen. Das Jahr darauf erfolgte die Errichtung. Bis 1871 war das Haus sodann öffentliche Dorfschule und von 1871 bis 1886 öffentliche Knabenschule. | BDA-Hist.: Q37972167 Status: Bescheid Stand der BDA-Liste: 2025-06-30 Name: Mesnerhaus, Schulhaus GstNr.: .69                                                                  |
| ja   | Datei hochladen | Kath. Pfarrkirche hl. Rupert und Friedhof HERIS-ID: 53281 Objekt-ID: 61150 | Standort KG: Uttendorf                   | Die heutige Kirche wurde um etwa 1470 erbaut und später erweitert. Sie steht in erhöhter Lage über dem Dorf und ist mit ihrem schlanken, gotischen Turm weithin sichtbar. Ursprünglich stand aber eine Kirche unterhalb der alten Bundesstraße im östlichen Teil des Dorfes in der Nähe des heutigen Badesees. Diese alte Kirche ist urkundlich erst 1320 als Filialkirche von Stuhlfelden genannt, könnte aber schon um 1160 bestanden haben. | BDA-Hist.: Q38056434 Status: § 2a Stand der BDA-Liste: 2025-06-30 Name: Kath. Pfarrkirche, hl. Rupert und Friedhof GstNr.: .71, 45/2 Saint Rupert Church (Uttendorf, Salzburg) |
| ja   | Datei hochladen | Lourdes-Kapelle HERIS-ID: 53355 Objekt-ID: 61296                           | Standort KG: Uttendorf                   | Die Lourdes-Kapelle ist die Kapelle am Friedhof, der nach dem Neubau der Kirche um 1470 angelegt wurde. | BDA-Hist.: Q38056838 Status: § 2a Stand der BDA-Liste: 2025-06-30 Name: Lourdes-Kapelle GstNr.: .180 Lourdes-Kapelle, Uttendorf                                                |